# Jorge Batlle
Jorge Luis Batlle Ibáñez (Montevidéu, 25 de outubro de 1927 - Montevidéu, 24 de outubro de 2016) foi um advogado e político uruguaio. Foi presidente da República Oriental do Uruguai  de 1 de março de 2000 a 1 de março de 2005. Foi o quarto integrante da família Batlle, de origem catalã, a ocupar a presidência da República. Era filho do ex-presidente Luis Batlle Berres, sobrinho-neto do ex-presidente José Batlle y Ordóñez, e bisneto do ex-presidente Lorenzo Batlle. Conceitualmente se autodefinia como um liberal.

## Biografia
Jorge Batlle nasceu em Montevidéu no seio de uma família de estirpe política, em 25 de outubro de 1927. Filho da argentina Matilde Ibáñez (1907-2002) e de Luis Batlle Berres que foi presidente entre 1947 e 1951 e, em seguida, membro do Conselho Nacional de Governo 1955-1959, além de legislador e jornalista. É irmão do pianista Luis Batlle, e de Matilde Ibáñez.
Se formou na Universidad de la República em 1956, como advogado. Desde então, se especializou principalmente em questões econômicas. Sua carreira como jornalista foi baseada em colunas que escrevia para o jornal El Dia, que foi fundada por seu tio-avô, José Batlle y Ordóñez, em 1886. Foi também editor, editor-adjunto e diretor do jornal Acción, fundado por seu pai em 1948. Entre 1943 e 1976 trabalhou como jornalista e diretor da Rádio Ariel, na qual teve inicialmente um programa de jazz.
Desde 1956, depois de assistir em Buenos Aires ás palestras de dois proeminentes economistas da escola austríaca, Friedrich Hayek e Ludwig von Mises,  foi influenciado por suas ideias de liberalismo econômico.
Em 1989, quando ocupava um assento no Senado, casou-se com Mercedes Menafra, sendo esta a sua segunda esposa. Com sua ex-mulher, Naomi Lamuraglia, argentina, teve dois filhos, Raul Lorenzo e Beatriz Batlle. Tiveram quatro netos, Nicolás, Lorenzo, Gerónimo e Maria Paz.
No esporte foi torcedor do Nacional de Montevidéu, do Montevideo Rowing Club, e era apaixonado por corridas de cavalos.
Tal como o seu tio avó Batlle y Ordóñez dizia que não pertencia a "nenhuma religião positiva", e se considerava deísta.

## Trajetória Política
Era membro do histórico Partido Colorado, um dos partidos políticos mais longevos do ocidente, fundado em 1836 pelo caudilho Fructuoso Rivera, no contexto da guerra civil uruguaia que o enfrentou aos blancos liderados por Manuel Oribe, que conformou o Partido Nacional. Na interna do partido pertence à  tradicional Lista 15 do setor batllismo, cujo grande líder, daí seu nome, foi José Batlle y Ordóñez , criador do estado de bem-estar social no Uruguai durante suas duas presidências 1903-1907, 1911-1915. Foi a ala dominante do partido durante o século XX, de tendência mais de centro-esquerda no espectro político. 
Foi deputado nacional por Montevidéu desde 1959 a 1967 e senador da República em dois períodos: 1985-1989; 1995-1999. 
Concorreu cinco vezes pela presidência da República nas eleições nacionais de 1966, 1971, 1989, 1994, e 1999, obtendo finalmente nessa última o ápice de sua carreira política ao ser eleito em 28 de novembro de 1999, no segundo turno, com 52,52,% dos votos vencendo o rival Tabaré Vázquez que obteve 44,50%. 
Um ano antes do período da ditadura civil-militar (1973-1985) foi preso por ordem expressa dos militares por denunciar seus envolvimentos com integrantes do guerrilheiro Movimento de Liberação Nacional-Tupamaros (ao qual pertenceu José Mujica),  num momento em que estes estavam "tecnicamente" em guerra contra as forças policiais e o Exercito. Posteriormente, já na ditadura foi detido e solto outras vezes, e proscrito de toda atividade política. Nesse período viveu no Rio Grande do Sul dedicando-se a venda e compra de gado nos remates gaúchos. 

## Economia
Durante seu governo (2000-2005) o Uruguai enfrentou uma grave crise econômico-financeira. Entre os fatores causantes podem ser apontados: a desvalorização da moeda brasileira em janeiro de 1999; a crise e Corralito argentino de 2001-2002; o surto da febre aftosa em 2001, quando todo o rebanho uruguaio era livre de aftosa sem vacinação, a qual afetou em cheio o seu principal produto exportador; e uma acelerada corrida bancária no primeiro semestre de 2002, sob o efeito da crise argentina, pois milhares de correntistas argentinos tinham dinheiro no Uruguai. Quase a metade dos depósitos foram retirados, obrigando o governo a intervir em alguns bancos e declarar feriado bancário por cinco dias em agosto de 2002.   
O dólar também disparou, o que numa economia dolarizada como a uruguaia prejudicou muitas pessoas e empresários que tinham dívidas com essa divisa. Os impostos foram elevados consideravelmente no período de auge da crise em 2002 para tentar fechar as contas do estado que teve que capitalizar alguns bancos e fazer frente aos compromissos assumidos com os credores e as exigências do FMI para a obtenção de novos empréstimos. Os índices de desemprego em 2002 alcançaram 17% da população ativa.  
Em 6 de agosto de 2002 foi aprovada a Lei n. 17.523 de Fortalecimento do Sistema Bancário, indispensável para a solvência do sistema financeiro, que pôs fim ao breve feriado bancário decretado pelo governo em 30 de julho de 2002 para desestimular a retirada de depósitos. O Uruguai recebeu uma ajuda direta do governo de George W. Bush no valor de um bilhão e meio de dólares para evitar a bancarrota, já que até mesmo o Fundo Monetário Internacional se negou a um novo empréstimo até que o sistema financeiro fosse saneado. Dias depois o valor emprestado pelos estadunidenses foi devolvido com juros, quando os organismos financeiros internacionais voltaram a negociar com o Uruguai.  
A despeito do próprio Fundo Monetário Internacional que sugeria a decretação do default em relação aos credores internacionais, e de alguns integrantes do partido de oposição Frente Amplio, entre eles o futuro presidente Tabaré Vázquez, o governo de Jorge Batlle, argumentando de que para um país pequeno o mais valioso era a credibilidade e a honradez no compromisso das dívidas assumidas, não optou pelo caminho do não pagamento da dívida externa. Renegociou os prazos de pagamento, conseguiu recolocar os títulos da dívida no mercado financeiro, o risco país diminuiu consideravelmente, e a partir de meados do ano 2003 a economia mostrou sinais de recuperação e saiu da recessão. No ano 2004 o PIB cresceu 12%, o desemprego caiu para 12%, e a economia iniciou um longo ciclo de crescimento que perdurou nos governos seguintes quando a coalizão de esquerda Frente Amplio chegou ao poder.      
Por outro lado, as atividades do setor florestal, iniciadas em 1987 durante o primeiro governo de Julio María Sanguinetti, foram promovidas. Assinou com a Finlândia um tratado de proteção aos investimentos, o que possibilitou a construção e instalação de uma das maiores plantas de celulose da América do Sul, a finlandesa Botnia, atual UPM na cidade de Fray Bentos, departamento de Rio Negro, nas margens do Rio Uruguai, fronteira com a Argentina. Até então significou a maior inversão estrangeira registrada no Uruguai. Na Argentina, especialmente na província de Entre-Rios, surgiram preocupações sobre a possível contaminação que ocasionaria a fábrica, passando a ser a partir de 2005 um grande problema diplomático entre Argentina e Uruguai e que chegou até a Corte Internacional de Haia, e produziu o bloqueio de pontes na fronteira por mais de três anos, no primeiro governo de Tabaré Vázquez.      
Durante seu governo também se procedeu a licitação e leilão da nova terminal de contêineres do porto de Montevidéu, o que significou uma melhora substancial na infraestrutura desse porto pratense, aumentando seus rendimentos e a capacidade de exportação e importação. Se efetuou ademais, em 2003, a nova concessão do Aeroporto Internacional de Carrasco, por um período de 20 anos, para a empresa Puerta del Sur do grupo Corporação América, o que implicou a construção de uma moderna terminal no valor de 165 milhões de dólares, a qual começou a operar em 29 de dezembro de 2009.       

## Relações Diplomáticas
Em abril de 2002 o Uruguai rompeu relações diplomáticas com Cuba em virtude de declarações de Fidel Castro em que acusava Batlle de "Judas abjecto, genuflexo, lacaio dos Estados Unidos". Outro problema diplomático ocorreu em 3 de junho de 2002. Logo de uma entrevista para a  Tv Bloomberg,  sem que se desse conta que as câmaras continuavam acessas, foi induzido pelo entrevistador a continuar falando sobre a crise e o governo da Argentina, chamando os argentinos "de uma manga de ladrões do primeiro ao último", afirmando também que o Uruguai não era a Argentina, e que o seu então presidente Eduardo Duhalde "não tinha força política, não tinha respaldo, não sabia aonde ia".  Um dia depois, Batlle viajou a Buenos Aires a pedir desculpas por suas palavras dizendo que tinha vivido um "autêntico calvário" e que a sua própria mãe, na época com 96 anos, e que era de nacionalidade argentina, o tinha reprovado por seus ditos. Com lágrimas se desculpou, sendo aceitas pelo governo argentino.      
Teve uma boa relação com os Estados Unidos, e buscou diversificar os mercados compradores para as exportações uruguaias. Assinou um tratado de livre comércio com o México, ampliou os mercados na Asia, especialmente com a República Popular da China, e buscou alavancar, sem sucesso, o funcionamento do Mercosul, o Mercado Comum do Sul.

## Direitos Humanos
Uma das tarefas a que se dedicou foi na procura de vestígios que indicassem o que aconteceu aos dissidentes políticos desaparecidos durante a ditadura militar (1973-1985). Foi o primeiro presidente depois do retorno à democracia a reconhecer oficialmente a existência de desaparecidos e a buscar uma solução definitiva ao problema. Também reconheceu explicitamente a existência da operação condor. Nos primeiros meses do seu mandato no ano 2000 criou a Comissão para a Paz integrada por representantes dos partidos políticos, de movimentos sociais, e pelo arcebispo de Montevidéu Nicolás Cotugno. Em 2003 a referida comissão elaborou um informe sobre as investigações, o que representou um passo importante para a incipiente elucidação da localização dos restos dos desaparecidos.

## Fim do mandato presidencial
Nas eleições de outubro de 2004 o seu Partido Colorado amargou um duro revés, obtendo apenas 10,36% dos votos. Na história eleitoral uruguaia jamais  havia obtido menos de 30% dos votos. O candidato presidencial vencedor foi o líder do Frente Amplio Tabaré Vázquez, ainda no primeiro turno com 50,45% dos sufrágios. Os efeitos negativos da crise de 2002 foram determinantes nessa disputa eleitoral. Ao deixar a presidência em 1 de março de 2005, Jorge Batlle encerrou uma carreira política de mais de sessenta anos, e se bem não lidera mais o batllismo nem ocupa cargo algum na secretaria geral do Partido Colorado (Uruguai), frequentemente era requisitado pela imprensa para entrevistas, continuando a opinar sobre política nacional e internacional.

## Morte
Morreu em 24 de outubro de 2016, a um dia de completar 89 anos.